# Vodopády Bílé Opavy
Vodopády Bílé Opavy je označení kaňonu říčky Bílá Opava ve svrchní části jejího toku nad Karlovou Studánkou. Území je součástí Národní přírodní rezervace Praděd.

## Popis

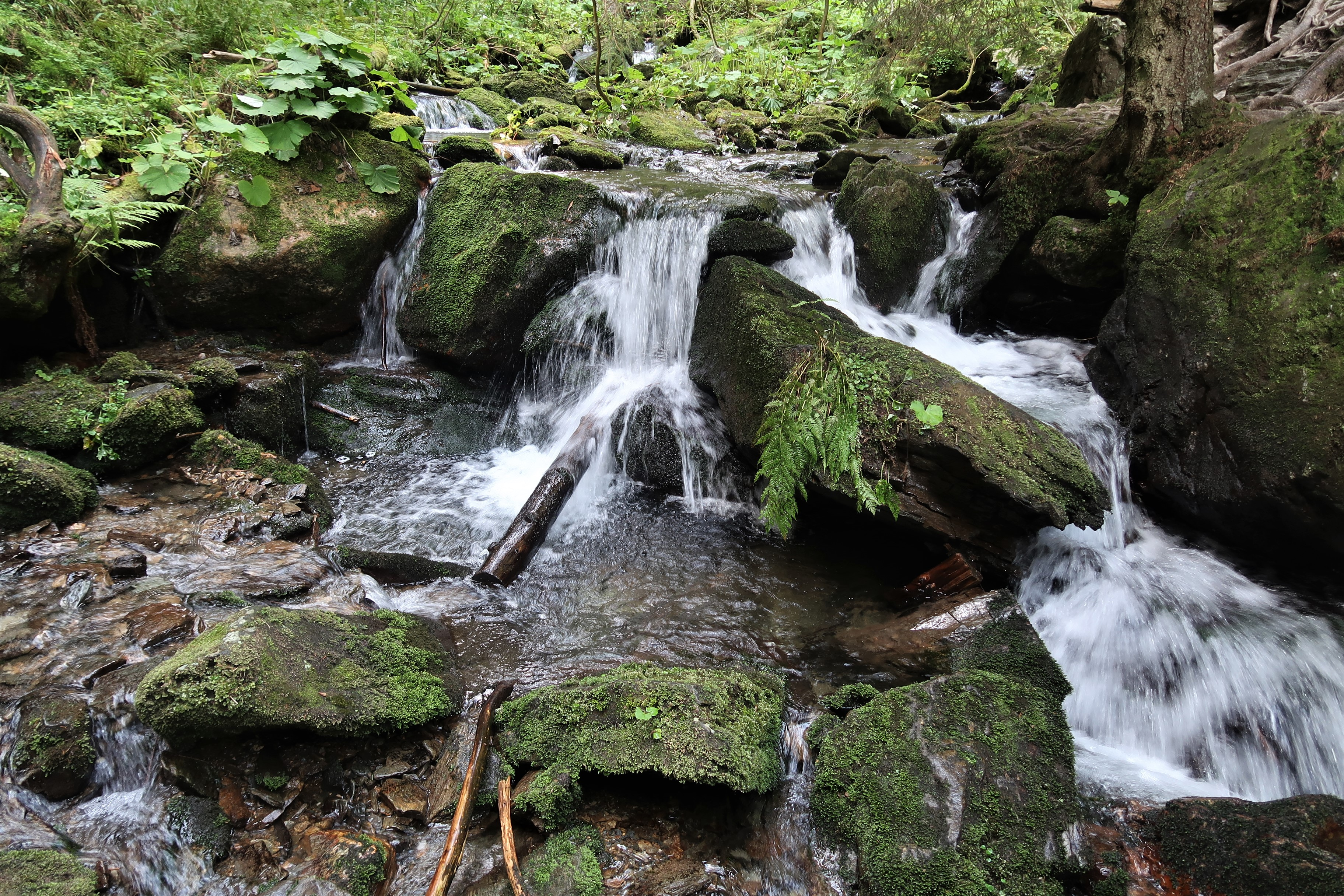
Vodopády Bílé Opavy

Bílá Opava se po cca 2 km od pramene zařezává do hlubokého kaňonu v rulových úbočích Pradědu a Vysoké hole. V kaňonu překonává peřejemi, kaskádami a vodopády délku asi 2,5 km a výškový rozdíl asi 400 m. Nejvyšší z vodopádů – Velký vodopád – dosahuje výšky 7,9 m a je součástí kaskády o výšce 16,4 m a délce 40 m.

## Přístup

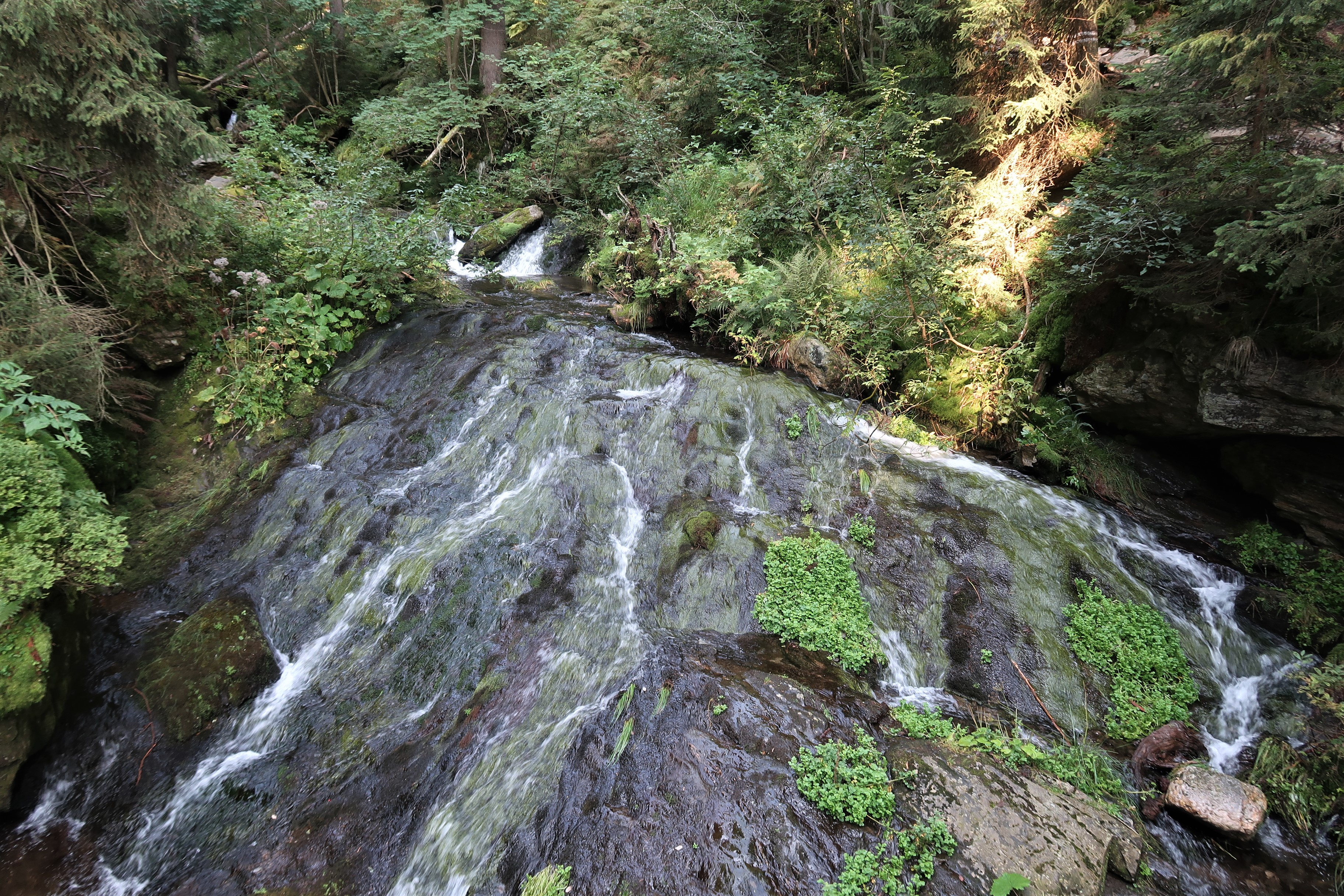
Vodopády Bílé Opavy

Podél toku z Karlovy Studánky k chatě Barborka vede souběžně se žlutou turistickou značkou  naučná stezka Bílá Opava, naučná stezka překonává kaňon několika lávkami a žebříky.

## Ochrana
Předmětem ochrany je mimo jiné typická jesenická forma smrku, mimo to zde roste řada zajímavých horských rostlin – havez česnáčková, mléčivec alpský, čípek objímavý, kamzičník rakouský a také řada druhů mechorostů.